# Xie Xuejing
Xie Xue-Jing (chinesisch 謝 學 錦 / 谢 学 锦; 21. Mai 1923 in Peking – 24. Februar 2017) war ein chinesischer Geochemiker, der 2007 die AAG-Goldmedaille gewann. Xie wurde als der Vater der Geochemischen Kartierung in China angesehen.

## Biographie
Xie lebte in Shanghai und wurde am 21. Mai 1923 in Peking geboren. Von 1941 bis 1945 studierte Xie Physik und Chemie an der Hochschule für Wissenschaften der Zhejiang-Universität. Xie studierte auch Chemie an der Chongqing-Universität.
Nach dem Studium arbeitete Xie hauptsächlich am Institut für Geophysikalische und Geochemische Erforschung der Chinesischen Akademie der Wissenschaften (CAS). Er wurde 1980 zum Akademiker der CAS gewählt. Xie lehrte auch als Professor am Changchun Geological College (später mit der Universität Jilin verschmolzen), in der Provinz Jilin, China.

## Forschungsarbeiten
In den 1970er und 1980er Jahren schlug Xie das nationale geochemische Kartierungsprojekt und das Projekt China-Regional Geochemistry-National Reconnaissance (RGNR) vor und leitete es. Er förderte diese Programme auch technisch zunächst durch die vordringliche Kartierung der Goldminen im chinesischen Territorium.
Dieses RGNR-Projekt dauerte mindestens 24 Jahre und scannte mehr als sechs Millionen km² der chinesischen Festlandoberfläche. Die nützlichen Informationen aus diesem Mega-Programm haben bei etwa 80 % der neue Mineral-Entdeckungen in den letzten zwei Jahrzehnten in China beigetragen.
In den 1990er Jahren trug Xie auch zur internationalen Standardisierung für die Methodik der weltweiten geochemischen Kartierung bei.
Xie entwickelte bei der Suche nach begrabenen Riesenerzvorkommen einige neue Ansätze. Xie schlug auch einige tief durchdringende geochemische Techniken und Methoden vor.

## Akademische Aufgaben
Xie hatte viele akademische Positionen:
- Leiter der Geochemical Exploration Research Abteilung des Instituts für Geophysikalische und Geochemische Exploration, CAS.
- Stellvertretender Direktor, Institut für Geophysikalische und Geochemische Erforschung, CAS.
- Ehrendirektor, Institut für Geophysikalische und Geochemische Erforschung, CAS.
- Mitglied des Exekutivkomitees des IGCP-Ausschusses, UNESCO.
- Associate Editor und das Mitglied der Redaktion des Journal of Geochemical Exploration
- Mitglied des Redaktionsausschusses der Geochemie: Exploration, Umwelt, Analyse
- Mitglied des Zentralen Exekutivkomitees und Vorsitzender des Analytical Technology Committee der Global Geochemical Mapping Working Group, IUGS.

## Ehrungen und Auszeichnungen
Xie erhielt viele Ehrungen und Auszeichnungen sowohl aus China als auch von internationalen Organisationen. Die wichtigste internationale Auszeichnung war die renommierte AAG Goldmedaille von der Vereinigung Angewandter Geochemiker im Juni 2007 auf dem 23. Internationalen Geochemical Exploration Symposium Bankett in Oviedo, Spanien, für "seine herausragenden wissenschaftlichen Errungenschaften in der Exploration Geochemie".

## Monographie
- Geochemistry: Proceedings of the 30. International Geological Congress, von Xie Xuejing (Herausgeber); Seite: 288; Herausgeber: Brill Academic Publishers (1. Oktober 1997); Sprache Englisch; ISBN 90-6764-267-3, ISBN 978-90-6764-267-5.